# 马扎尔圣米克洛什
马扎尔圣米克洛什（匈牙利語：Magyarszentmiklós）是匈牙利佐洛州所辖的一个村，总面积4.19平方公里，总人口271，人口密度64.7人/平方公里（2010年1月1日）。